# Сан Пјетро ди Сорес (Сасари)
Сан Пјетро ди Сорес је насеље у Италији у округу Сасари, региону Сардинија.
Према процени из 2011. у насељу је живело 10 становника. Насеље се налази на надморској висини од 519 м.